# Алфауро (Белуно)
Алфауро (итал. Alfauro) је насеље у Италији у округу Белуно, региону Венето.
Према процени из 2011. у насељу је живело 47 становника. Насеље се налази на надморској висини од 1511 м.